# Guerra Irán-Israel
La guerra Irán-Israel o guerra de los doce días fue un conflicto armado que tuvo lugar en junio de 2025 entre el Estado de Israel, que contó con el apoyo de los Estados Unidos y otros países occidentales, y la República Islámica de Irán, con apoyo de los hutíes de la República de Yemen. Se considera esta guerra una escalada de una serie previa de ataques entre los dos países, en el marco del largo conflicto Irán-Israel.
La guerra comenzó el 13 de junio de 2025 cuando  las Fuerzas de Defensa de Israel (FDI) y el Mosad lanzaron un ataque masivo por sorpresa contra Irán, con el nombre en clave de «Operación León Ascendente». La justificación alegada por el gobierno israelí era de impedir el avance del programa nuclear de Irán. En este primer ataque, Israel asesinó a la cúpula militar del Cuerpo de la Guardia Revolucionaria Islámica, así como a destacados científicos nucleares, destruyó varias bases aéreas y dañó instalaciones nucleares. A raíz de la agresión, Irán puso en marcha la denominada «Operación Verdadera Promesa III», lanzando misiles balísticos y drones contra objetivos en ciudades israelíes  y también advirtió que atacaría bases militares y buques estadounidenses, británicos y franceses en la región si estos países ayudaban a Israel.
Después de varios días de ataques cruzados entre ambos países, la guerra tomó un nuevo rumbo el 22 de junio con los ataques de Estados Unidos contra Irán de 2025, en los que Estados Unidos se involucró por primera vez directamente en el conflicto al bombardear tres instalaciones nucleares iraníes. Irán respondió más tarde atacando la base aérea de Al Udeid en Catar con misiles de largo alcance, aunque no se registraron heridos.
La guerra tuvo lugar durante un período de intensa violencia en Oriente Medio, solapándose con la Guerra de Gaza y el genocidio asociado a ella (actualmente en curso), y poco después de los ataques israelíes a Hezbolá en Líbano, la guerra entre Israel y los hutíes de Yemen, los ataques de Israel contra Irán en abril y octubre de 2024 y la guerra civil siria. El bombardeo israelí a Irán tuvo lugar mientras se celebraban unas negociaciones entre los Estados Unidos e Irán sobre el programa nuclear de este último país.
El 23 de junio de 2025 el presidente de Estados Unidos, Donald Trump, anunció un alto al fuego en lo que él llamó la «guerra de los Doce Días». La situación siguió siendo muy volátil y aunque inicialmente  tanto Irán como Israel violaron la tregua, ambos países acabaron aceptando el alto el fuego, el cual sigue vigente hasta la fecha. El gobierno de cada país consideró el cese de las hostilidades como una victoria definitiva sobre el otro y viceversa.

## Antecedentes
El Washington Post informó el 11 de junio de 2025 que el Departamento de Estado ha ordenado a todas las embajadas estadounidenses dentro del radio de ataque de Irán, incluidas las de Medio Oriente, Europa del Este y el norte de África, que tomen medidas urgentes que permitan reducir las amenazas que enfrentan desde Irán.
Las negociaciones entre Irán y Estados Unidos fracasaron debido a la negativa del régimen iraní de desmantelar su programa nuclear. Todas las bases militares estadounidenses en Medio Oriente están en alerta máxima ante la posibilidad de un ataque israelí a Irán que provoque represalias contra EE. UU. tal cual ha advertido Irán.
La Junta de Gobernadores de la OIEA (Organismo Internacional de Energía Atómica) determinó, por primera vez en 20 años, que Irán no está cumpliendo, de manera sistemática y continua, con sus obligaciones en virtud del acuerdo sobre centrifugadoras.

## Desarrollo

### 13 de junio: Ataque israelí y respuesta iraní

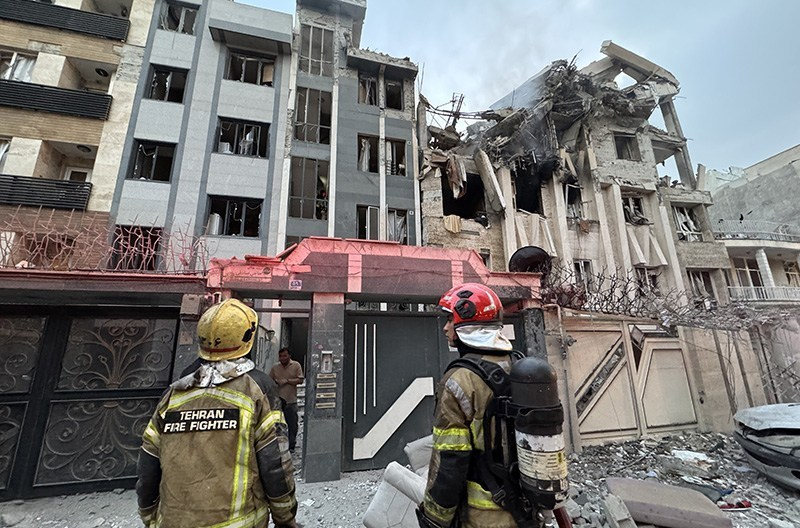
Consecuencias de los ataques israelíes en Teherán.

En las primeras horas del 13 de junio de 2025, la Fuerza Aérea Israelí lanzó un masivo ataque aéreo contra Irán, dirigido a destruir las instalaciones nucleares e infraestructura militar (incluyendo instalaciones de producción de misiles balísticos), en lo que se conoció como la Operación León Ascendente. Israel cierra su espacio aéreo y todos los vuelos son desviados a terceros países y el ministerio de defensa informa que se ha decretado el estado de emergencia en todo el país. Para las 6:30 a. m. (hora de Israel), se habían llevado a cabo cinco oleadas de ataques. Estos ataques tuvieron como objetivo decenas de sitios, incluyendo la infraestructura nuclear de Irán (27 instalaciones más los sitios de enriquecimiento de uranio) y ubicaciones de los apartamentos y casas de la gente VIP del establishment de defensa de Irán, así como del alto mando militar (14 generales eliminados). Paralelamente, el Mosad habría llevado a cabo misiones de sabotaje para desactivar los sistemas de defensa aérea y los sistemas de lanzamiento de misiles de Irán. Funcionarios israelíes afirmaron que estos ataques tomaron por sorpresa a las autoridades iraníes.

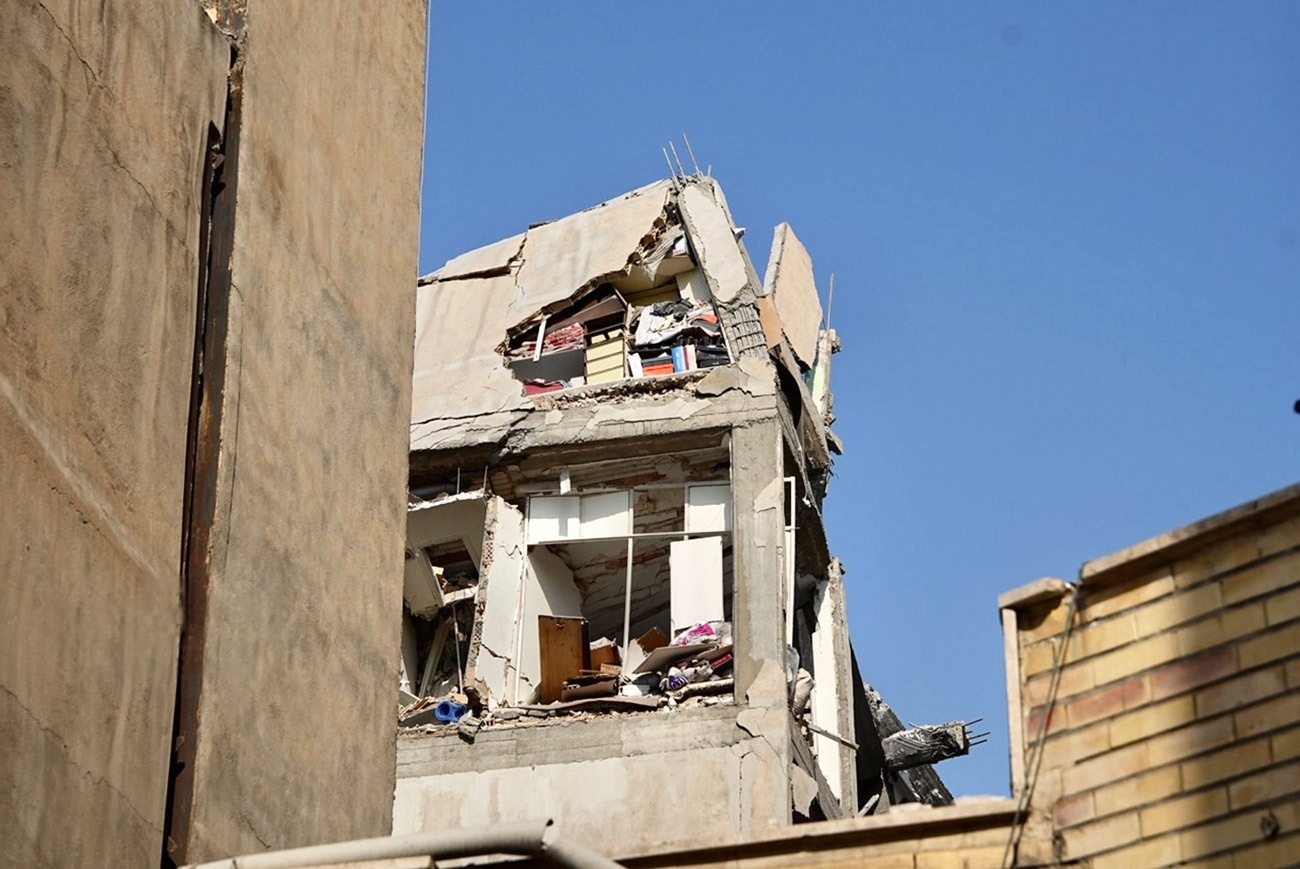
Daños en una vivienda iraní.

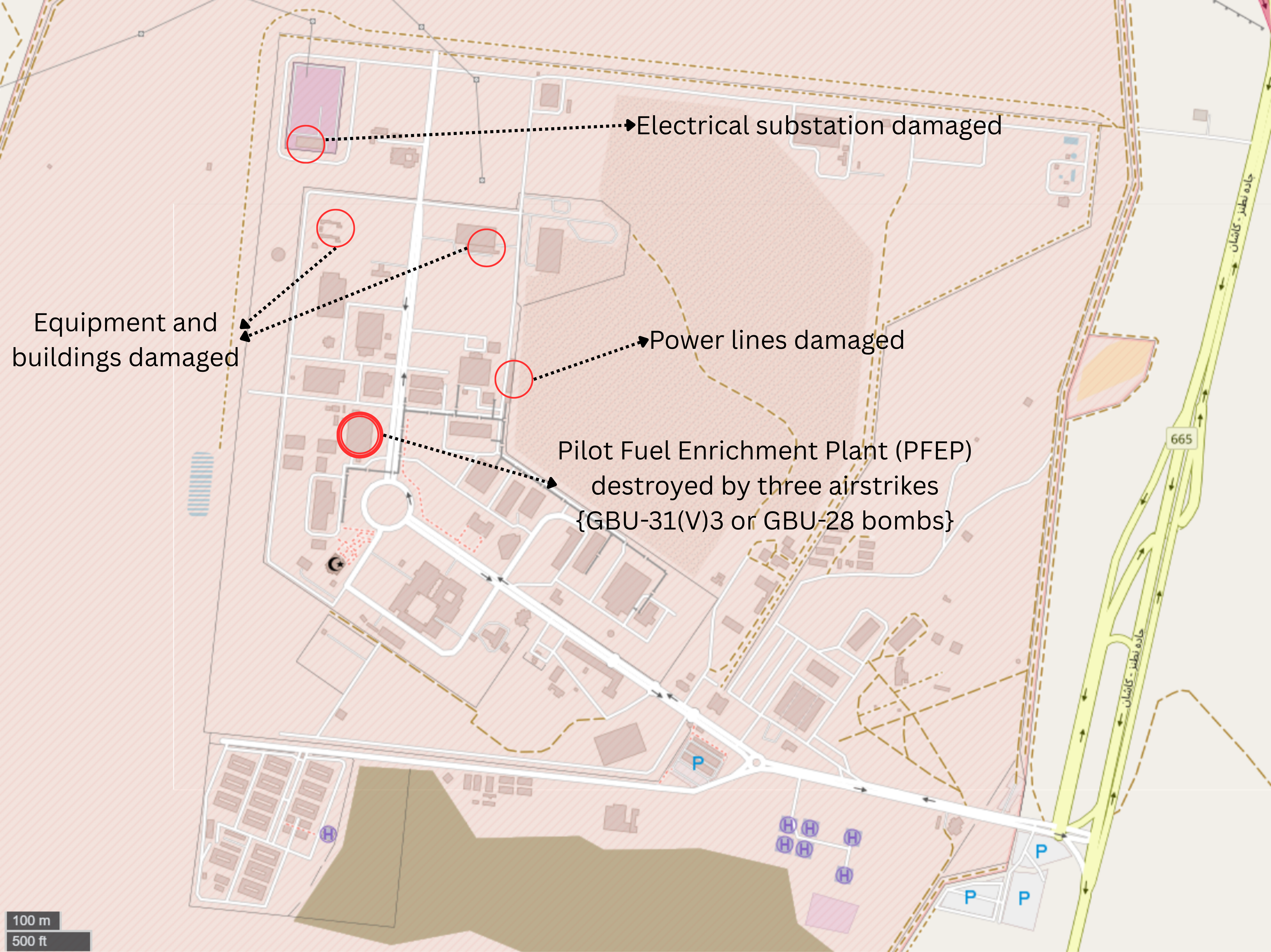
Lugares de ataque aéreo israelí en la instalación nuclear de Natanz

Las Fuerzas de Defensa de Israel informaron que más de 200 aeronaves desplegaron más de 330 municiones sobre aproximadamente 100 objetivos. Se cree que el Mosad estableció varias bases secretas de lanzamiento de drones dentro de Irán, utilizada para atacar lanzadores de misiles dirigidos a Israel. La misión incluyó el contrabando de armas de precisión y el despliegue de comandos del Mosad para neutralizar las defensas aéreas, lo que habría permitido a las aeronaves israelíes asegurar el control y la superioridad aérea.
Alrededor de las 3:00 a. m., el ministro de Defensa israelí, Israel Katz, declaró una emergencia nacional, advirtiendo sobre una inminente represalia iraní. El ataque fue caracterizado como preventivo, motivado por inteligencia que indicaba que Irán había enriquecido suficiente uranio para hasta 15 armas nucleares.
Se reportaron explosiones en varios puntos de Teherán, incluyendo áreas donde se encontraban comandantes del Cuerpo de la Guardia Revolucionaria Islámica.Entre los mandos militares iraníes se encuentra el Comandante de la Guardia Revolucionaria, Hossein Salami, también del jefe de la fuerza aérea, el jefe del programa nuclear, y otros varios VIP del régimen. En las instalaciones nucleares de Natanz, en la provincia de Isfahán, explosiones fuertes fueron confirmadas por la televisión estatal iraní. El sitio alberga tanto la Planta de Enriquecimiento de Combustible (FEP) como la Planta Piloto de Enriquecimiento de Combustible (PFEP), críticas para el programa de uranio de Irán. Los informes también confirmaron ataques en sitios relacionados con actividades nucleares en Khondab y Khorramabad.
Por la tarde, Israel extendió su asalto a Tabriz, Shiraz y a instalaciones militares clave como la Base Aérea Hamadán, Parchin y la instalación nuclear de Fordow. Más tarde, las Fuerzas de Defensa de Israel afirmaron que la Base aérea de Tabriz había sido «desmantelada» y que decenas de drones y lanzadores de misiles iraníes fueron destruidos. A las 18:46 P. m., también fue atacado el Centro de Investigación y Tecnología Nuclear de Isfahán, con Israel apuntando a sus instalaciones de investigación nuclear. Los medios iraníes afirmaron posteriormente que dos aviones israelíes fueron derribados y que una piloto fue capturada, reclamos que fueron desmentidos por otros medios y por las FDI.
Tras los ataques a gran escala de Israel contra Irán, Teherán prometió una «respuesta dura» y amenazó con atacar posiciones militares israelíes y estadounidenses en todo Oriente Medio. Estados Unidos respondió evacuando personal de Irak y ordenando la evacuación de familias militares en toda la región. Irán lanzó más de 100 Shahed hacia Israel a primeras horas del 13 de junio como represalia inicial. Se activaron las sirenas antiaéreas hasta en Amán, y los drones fueron interceptados por la Fuerza Aérea Real de Jordania y la Fuerza Aérea Israelí sobre el espacio aéreo saudí y sirio. Más tarde esa noche, Irán lanzó su primera oleada de misiles balísticos bajo el nombre en clave «Operación Promesa Verdadera 3», afirmando haber atacado decenas de bases aéreas y objetivos militares israelíes. Las Fuerzas de Defensa de Israel (FDI) informaron que se lanzaron menos de 100 misiles, la mayoría interceptados, aunque algunos impactaron en edificios en Tel Aviv y el norte de Israel. Se reportaron más de 60 heridos y una mujer civil murió posteriormente por sus heridas.

### 14 de junio

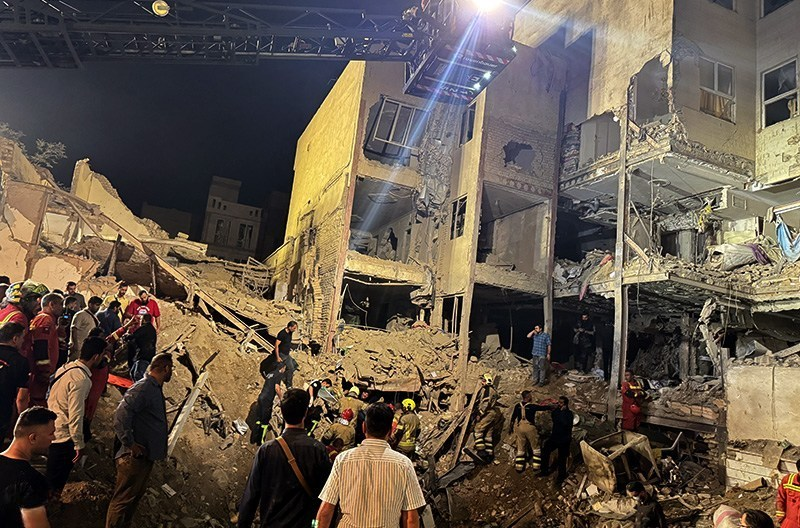
Escombros tras el ataque en Narmak el 14 de junio de 2025

Fuentes del gobierno de Estados Unidos afirmaron haber utilizado sus sistemas de defensa aérea para proteger a Israel. El Reino Unido reforzó sus defensas en el Medio Oriente y envió aeronaves de la Royal Air Force a sus bases en la región.
Irán lanzó nuevas oleadas de misiles a primeras horas del 14 de junio, comenzando con una salva alrededor de la 1:00 a. m. Según el gobierno israelí, la mayoría de los misiles fueron interceptados, aunque se reportaron siete personas heridas, incluyendo dos paramédicos. En oleadas posteriores, un misil impactó directamente un edificio en el centro de Israel, hiriendo a 19 personas, de las cuales dos fallecieron posteriormente. Las FDI afirmaron que Irán había lanzado aproximadamente 200 misiles balísticos en total desde la noche anterior, de los cuales un 25% habría caído en áreas abiertas pero «un pequeño número» logró evadir las defensas israelíes y alcanzó centros urbanos como Ramat Gan y Rishon LeZion, causando más víctimas. El Tehran Times informó que Irán impidió que un buque de guerra británico ingresara al Golfo Pérsico.
La Oficina de Prensa del gobierno de Israel envió a todos los periodistas nacionales e internacionales en el país instrucciones sobre qué información tendría que pasar por la censura militar antes de ser publicada.
Israel atacó la refinería de Tabriz en Irán, así como las instalaciones de petróleo y gas de Bushehr y de Abadán. La agencia iraní Tasnim informó que los ataques con drones israelíes contra la planta de producción de gas South Pars Fase 14 en Bushehr detuvieron temporalmente de uno de los cuatro trenes de producción de gas. South Pars es el mayor yacimiento de gas natural del mundo, con 24 fases de desarrollo y una capacidad global de producción de 700 millones de metros cúbicos diarios. Israel también bombardeó depósitos de combustible cerca de Teherán, el mayor puerto comercial de Irán, Bandar Abbás así como instalaciones nucleares en Isfahán.

### 15 de junio

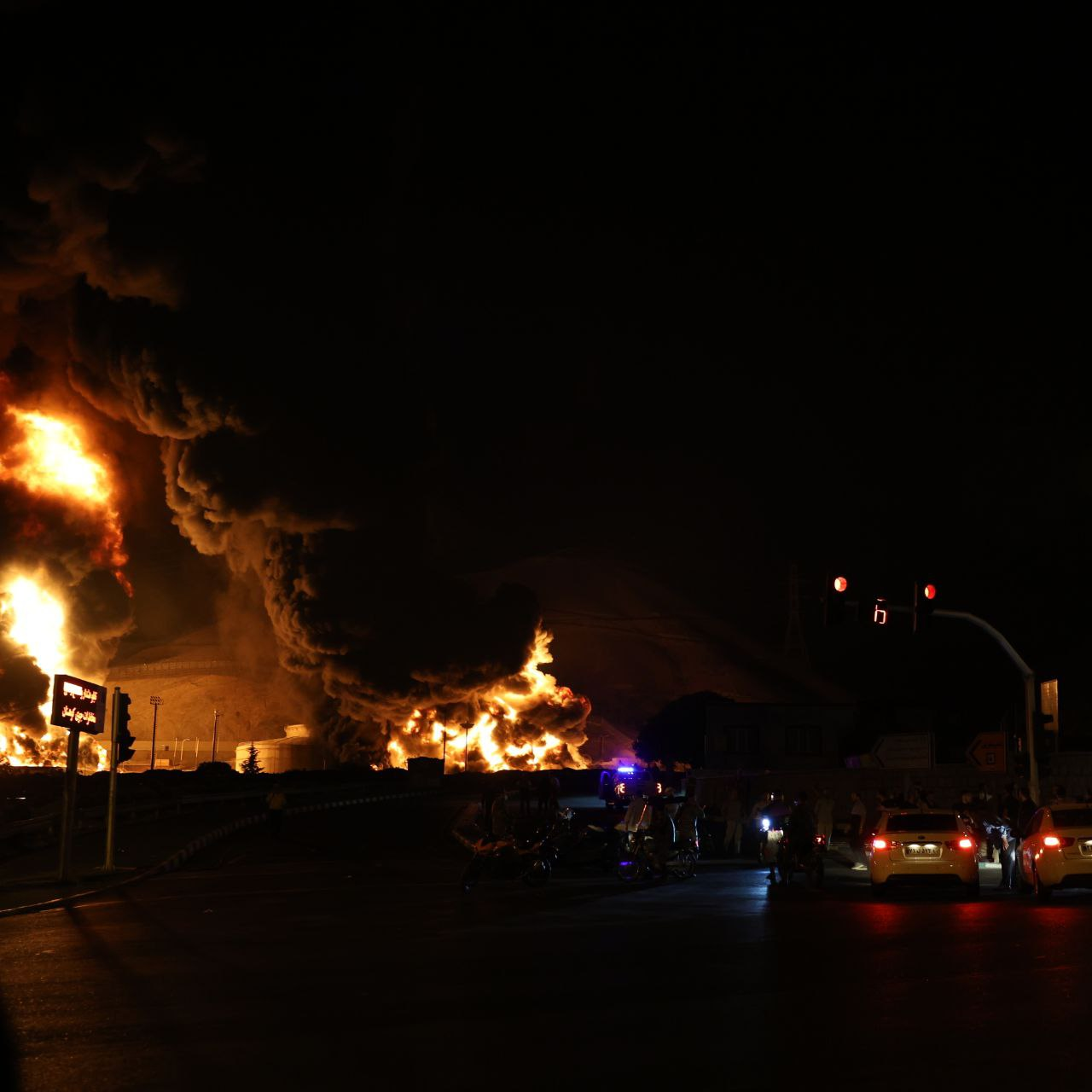
Explosiones causadas por los ataques israelíes captados en una carretera iraní.

Irán lanzó nuevas oleadas de misiles el 15 de junio, incluyendo una salva que tuvo como objetivo la ciudad portuaria de Haifa. Allí, la Refinería de Petróleo Bazán fue atacada en represalia por los bombardeos israelíes de la víspera y sufrió daños en sus oleoductos y líneas de transmisión, lo que provocó el cierre parcial de algunas áreas de la instalación. Fue el primer bombardeo de esta refinería, que quedó completamente inutilizada hasta julio y sufrió pérdidas valoradas en 300 millones de dólares. Mientras tanto, los depósitos de combustibles de Teherán bombardeados por Israel seguían ardiendo.
Un misil impactó en el campus del Instituto Weizmann de Ciencias en Israel causando extensos daños pero sin víctimas mortales.
Israel emitió órdenes de evacuación a todas las industrias de armamento y munición de Irán, o de componentes para armamento. Las refinerías de Teherán y Shiraz son atacadas.
Los aeropuertos de Israel se encuentran cerrados y las flotas de las aerolíneas israelíes han sido aparcadas en Lárnaca (Chipre). Las estadísticas oficiales indicaron que el 25 % de los misiles balísticos lanzados por Irán lograron penetrar las defensas israelíes, causando hasta ese momento 10 muertos y 200 heridos, pero la gran mayoría de ellos con heridas leves. Cientos de drones y misiles provenientes de Irán son interceptados por Israel. Las industrias de armas de Teherán y Shiraz son atacadas por Israel, así como el aeropuerto internacional de Mashhad (Irán).
Múltiples ataques se registraron en Teherán, donde el cuartel General de la Marina fue bombardeado, también algunos ministerios, el cuartel general de la guardia revolucionaria y las oficinas de la organización de energía atómica iraní son destruidas por Israel.

### 16 de junio

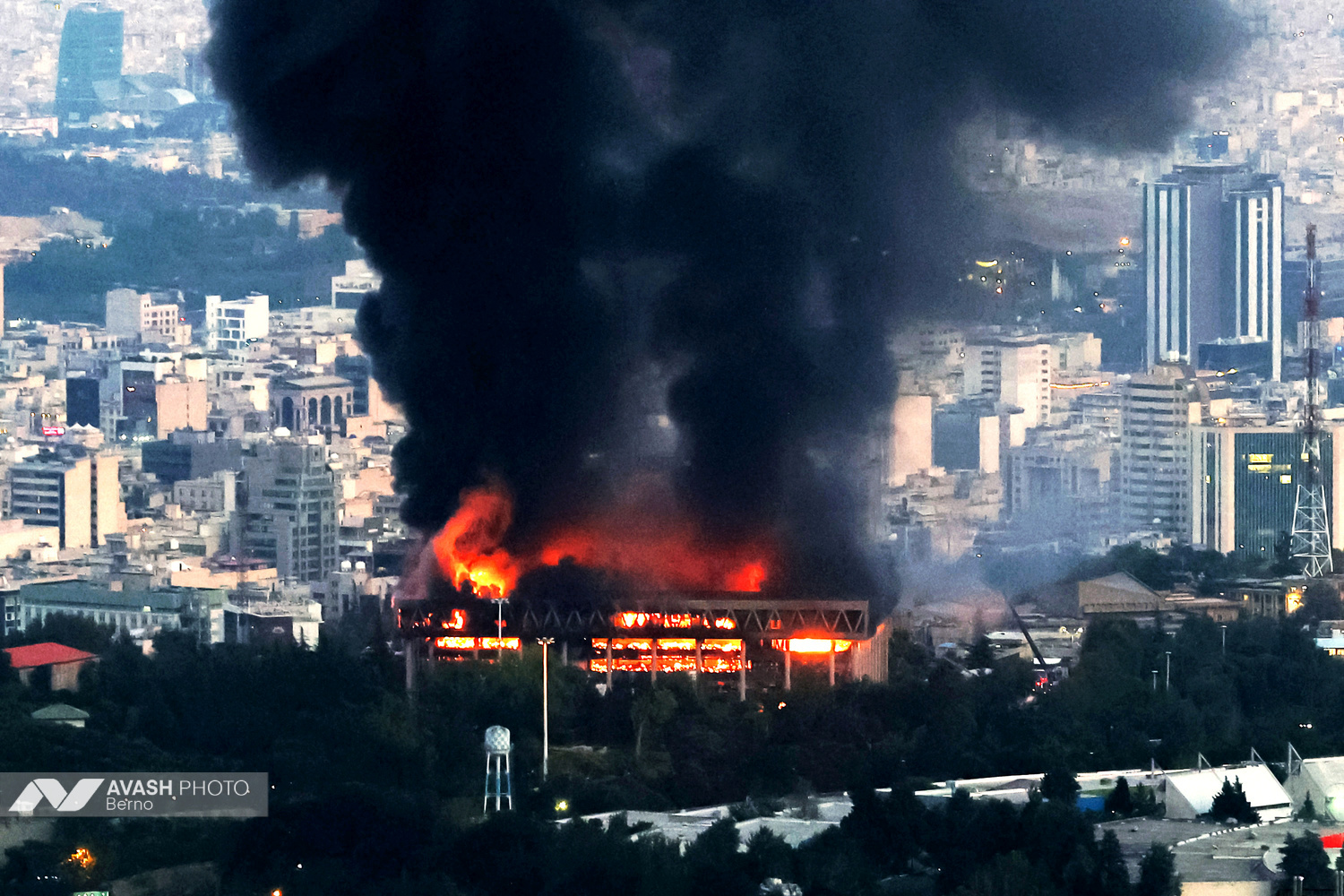
Momento del ataque a la sede del canal de noticias IRIB en Teherán.

Estados Unidos ordenó al portaaviones USS Nimitz y a su grupo de escolta que se unieran al grupo del portaaviones USS Carl Vinson que ya se encontraba en Medio Oriente, alegando que la medida era "puramente disuasiva".
La huida de los habitantes de Teherán hacia áreas rurales seguía colapsando las autopistas mientras los pasos fronterizos de salida hacia Turquía se mantenía colapsados. Los militares israelíes ordenaron evacuar el Distrito 3 de Teherán, que es una zona comercial de lujo en el norte de la ciudad, con viviendas para clase alta, sede de embajadas extranjeras, oficinas gubernamentales e incluso centros de exposiciones, museos, etc. Poco después bombardearon la sede de la cadena iraní de televisión IRIB.
Israel comenzó una operación masiva para traer al país a unos 150,000 israelíes varados en el exterior, utilizando las aerolíneas israelíes, cruceros de una naviera israelí y embarcaciones de desembarco de la marina israelí.
Se confirmó la destrucción de los F-14 Tomcat de la Fuerza Aérea Iraní, los últimos que quedaban operativos en el mundo. Las FDI afirmó que hasta ese momento habían destruido 120 camiones lanzadores de misiles, casi un tercio de los que tenían disponibles Irán.

### 17 de junio
El presidente estadounidense Donald Trump emitió un comunicado de advertencia de que Teherán debía ser evacuada inmediatamente. También se informó de que 20 aviones cisternas norteamericanos y varios de sus escuadrones F-35 y F-16S se dirigían hacia la Base Amir Sultan en Arabia Saudí.
Un ciberataque dejó a la totalidad de la red bancaria iraní Sepah inoperante en todo el país y sin cajeros automáticos. Israel realizó múltiples ataque aéreos, entre ellos a la refinería de la ciudad de Isfahán. Durante la noche bombardearon la Universidad Imán Husein de Teherán, alegando que estaba involucrada en grandes de desarrollo de armamento.

### 18 de junio
Se informó de que el 95% de los activos de la plataforma iraní de criptomonedas Nobitex desaparecieron debido a una vulneración de datos por parte del grupo israelí de hackers The predatory Freedom. La cantidad de criptomonedas en las wallets de Nobitex se redujo de 1,800 millones de dólares a tan solo 100 millones.[cita requerida]
La Fuerza Aérea Israelí afirmó haber atacado más de 1.100 objetivos en cientos de operaciones sobre Irán desde el viernes 13 de junio de 2025.
Según el gobierno israelí, Irán habría lanzado desde el viernes 13 alrededor de un millar de drones contra Israel, de los cuales unos 200 lograron penetrar al país, y el resto fueron derribados sobre Jordania y Siria. De los aproximadamente 200 drones que ingresaron al espacio aéreo israelí, ni uno solo habría logrado superar a las defensas aéreas y llegar a su blanco preprogramado. Además, informó de que el 120 Escuadrón de Reabastecimiento Aéreo había realizado unas 600 misiones hasta la fecha.
Israel realizó durante la noche un ataque la planta nuclear iraní de Arak, alegando que en esas instalaciones se producía Plutonio 239 (potencialmente militarizable) mediante la irradiación de Uranio 238 con neutrones.

### 19 de junio
Irán disparó una salva de misiles balísticos contra Israel alrededor de la medianoche entre el 18 y el 19 de junio. Según fuentes israelíes fue interceptada por las FDI. Además Israel derribó dos drones que se dirigían al norte del país.
A primera hora de la mañana, Irán disparó una andanada de unos veinte misiles balísticos contra Israel, alcanzando al menos cuatro puntos en el centro y el sur de país, incluidos Beerseba, Tel Aviv, Ramat Gan y Jolón. El gobierno israelí afirmó que 271 personas habrían resultado heridas, entre ellas cuatro de gravedad, y acusó a Irán de haber utilizado munición de racimo en el ataque.
El Centro Médico Soroka sufrió un impacto directo, causando grandes daños y una presunta fuga de sustancias químicas. Según un portavoz del hospital, no se produjeron víctimas graves, ya que la parte del hospital que fue alcanzada ya había sido evacuada. La agencia de noticias iraní IRNA informó que el hospital fue alcanzado accidentalmente ya que los objetivos principales eran centros militares israelíes cercanos al hospital, concretamente el cuartel general de inteligencia de las FDI y el campamento de inteligencia del Ejército en el Parque Tecnológico de Gav-Yam.  En Ramat Gan, dos personas resultaron gravemente heridas y otras veinte sufrieron heridas leves. Un misil impactó cerca de varios rascacielos y, según el ministro de Educación israelí, una guardería también resultó dañada. Varios edificios de apartamentos resultaron dañados después de que un misil impactara una zona residencial en Jolón, donde dieciséis personas resultaron heridas, cuatro de ellas de gravedad.
Más tarde, Irán disparó al menos diez misiles contra el norte de Israel, aunque en este caso no se reportaron impactos ni víctimas. La Oficina de Prensa del gobierno israelí prohibió a los periodistas acreditados en el país informar sin autorización del lugar ni consecuencias de cualquier impacto de misil.
Por su parte, la Fuerza Aérea Israelí bombardeó objetivos en Teherán durante la noche del 18 de junio, y por la mañana docenas de instalaciones militares en Irán, incluyendo sitios de defensa aérea y producción de misiles, así como una presunta fábrica de armas nucleares en Natanz. El edificio de contención del reactor IR-40 de la central nuclear de Arak fue destruido por un impacto directo, al igual que las torres de destilación de la planta de producción de agua pesada adyacente. Israel afirmó que «no había peligro de fuga de radiación». El OIEA declaró que el reactor «no estaba operativo y no contenía material nuclear».
La Casa Blanca anunció que el presidente Trump decidiría en las próximas dos semanas si Estados Unidos entraría en la guerra del lado de Israel.

### 20 de junio
Las FDI informaron de numerosos bombardeos a objetivos militares en Irán durante la noche, incluyendo instalaciones de producción de misiles y un centro de investigación nuclear en Teherán. Entre los objetivos clave se encontraba la sede del programa SPND, una agencia dedicada a la investigación y el desarrollo de defensa, que, según el gobierno israelí, participaría en el desarrollo de armas nucleares de Irán. Un medio de comunicación iraní informó que un dron israelí impactó un edificio residencial en el Distrito de Gisha de Teherán. Según fuentes israelíes, el ataque tenía como objetivo una base militar del Basij.  Según medios locales iraníes, un científico nuclear fue asesinado por Israel en Teherán. Cientos de miles de personas participaron en las protestas contra los ataques israelíes en Teherán.
En ora salva de misiles iraníes contra Israel, se registraron impactos en Beerseba, donde fueron dañados bloques de apartamentos, así como incendios cerca de la oficina de Microsoft en el parque de tecnologías avanzadas de Gav-Yam Negev y otras instalaciones de alta tecnología. En Haifa, tres personas resultaron gravemente heridas por metralla, mientras que otras 20 resultaron levemente heridas. Una mujer murió de un ataque al corazón mientras se refugiaba en Carmiel.
Según las FDI, Irán habría disparado hasta la fecha 520 misiles balísticos contra Israel, de los cuales sólo 25 habrían impactado en el suelo, aunque no necesariamente en sus objetivos previstos. Se reportaron explosiones en Tel Aviv y al menos un impacto de misil en Jerusalén.  Se reportaron varios impactos de munición pequeña en Beerseba.

### 21 de junio
Se produjeron incendios en Tel Aviv y la cercana ciudad de Holon después de que Irán lanzara una nueva oleada de misiles. Los Servicios de Bomberos y Rescate de Israel confirmaron que estaban trabajando para extinguir un incendio en el tejado de un edificio de tres plantas en Gush Dan. Se reportaron daños en un edificio residencial de Beit She'an, sin que se produjeran heridos. Las FDI afirmaron haber interceptado 40 drones iraníes entre el 20 y el 21 de junio, y añadieron que 470 drones habían sido derribados desde el inicio de la guerra, con una tasa de intercepción del 99 %. El ministro israelí Itamar Ben-Gvir amenazó con castigar duramente a todo aquel que revelase dónde impactaban los drones y misiles iraníes.
Un ataque aéreo israelí causó daños considerables a la sede de la Policía Cibernética Iraní (FATA) en Teherán. Según la oposición al régimen iraní, la FATA ha sido fundamental en los esfuerzos del gobierno iraní para reprimir el ciberterrorismo, la vigilancia de las redes sociales y el procesamiento de ciudadanos por contenido digital..

### 22 de junio: Intervención estadounidense

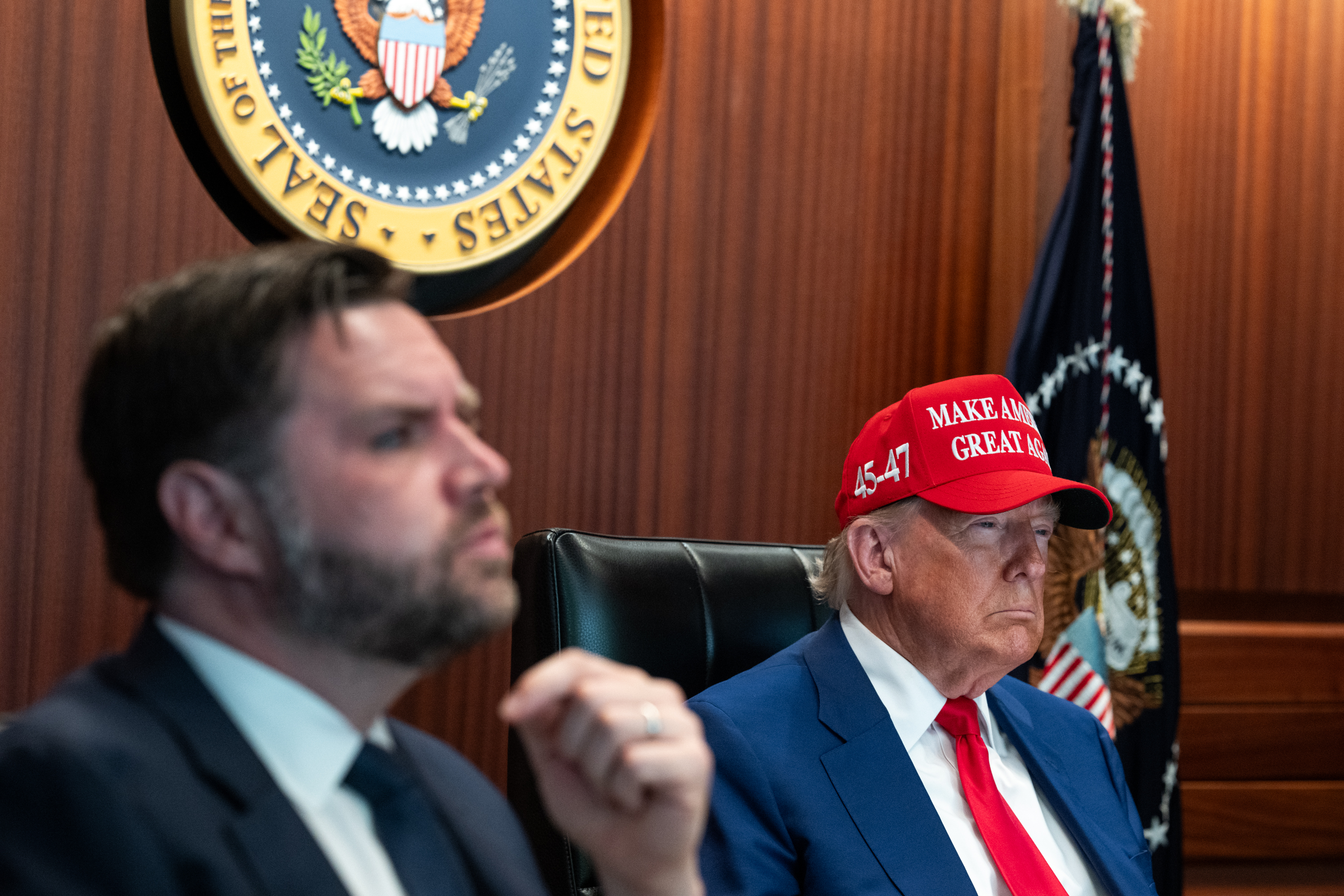
Trump y JD Vance en la Sala de Situación el 21 de junio durante los ataques.

El 22 de junio de 2025 a las 2:30 a.m. hora de Irán (IRST), Estados Unidos intervino militarmente en el conflicto atacando por aire y mar tres instalaciones nucleares iraníes: la planta de enriquecimiento de uranio de Fordow, las instalaciones principales de centrifugadoras de Natanz y el centro de tecnología nuclear de Isfahán. Empleó unos siete bombarderos furtivos B‑2 Spirit cargados con al menos 14 bombas enterradoras GBU‑57 (MOP) para poder penetrar el subsuelo y así destruir la infraestructura subterránea de la base de Fordow, que estaba a gran profundidad. Adicionalmente la Marina estadounidense disparó 30 misiles cruceros BGM-109 Tomahawk desde portaaviones o submarinos contra las plantas de Natanz e Isfahán.
Trump informó el ataque ese mismo día primero en su propia red social Truth social y posteriormente en las demás redes sociales. Justificó la operación como un paso necesario para «desmantelar la capacidad nuclear de Irán» y enviar una señal de «disuasión global».
Hossein Shariatmadari, un representante del Líder Supremo iraní el Ayatollah Ali Khamenei, dijo que Irán estaba listo para responder a estos ataques. En respuesta, Trump declaró que «cualquier respuesta de Irán contra Estados Unidos será devuelta con una fuerza muy superior a lo que se vio esta noche».

### 23 de junio: respuesta Iraní y alto al fuego
El lunes 23 de junio, Irán lanzó al menos 14 misiles contra bases militares de Estados Unidos ubicadas en Catar e Irak. Según fuentes occidentales, no se registraron daños significativos ni víctimas, ya que el personal de las instalaciones había sido advertido con antelación y se resguardó a tiempo. Poco después, Trump minimizó el alcance de los ataques y afirmó que el gobierno iraní le había «avisado» previamente sobre la ofensiva, agradeciendo dicha advertencia. El mes siguiente se sabría que un misil iraní destruyó una instalación de comunicaciones en la base estadounidense de Al Udeid.
Tras los bombardeos, varios países de la región —incluidos Catar, Baréin, Arabia Saudita e Irak— cerraron temporalmente sus espacios aéreos. Catar calificó los ataques de «violación flagrante» de su soberanía. Asimismo, otros países árabes como Kuwait, Jordania y los Emiratos Árabes Unidos condenaron las acciones contra Catar. Omán, tradicional mediador regional, expresó su preocupación por la escalada del conflicto en Medio Oriente.
Horas más tarde, Trump anunció a través de su red social un cese de hostilidades entre Irán e Israel. Según él, Irán iniciaría el alto el fuego, seguido por Israel 12 horas después. Una vez que ambos países concluyeran sus «misiones especiales», la guerra se daría por finalizada. Trump propuso denominar al conflicto como «la guerra de los 12 días» y felicitó a ambas naciones por, supuestamente, aceptar la tregua. No obstante, el ministro de Relaciones Exteriores de Irán, Abbas Araghchi, negó la existencia de un acuerdo formal, aunque señaló que Irán detendría sus ataques después de las 4 a.m. si Israel también lo hacía.

## Impacto global
En las horas inmediatamente posteriores a los ataques israelíes contra Irán, múltiples países suspendieron el tráfico aéreo y cerraron su espacio aéreo debido a las crecientes preocupaciones de seguridad. Irán detuvo los vuelos en el Aeropuerto Internacional Imán Jomeiní, interrumpiendo el viaje de regreso de los peregrinos del Hach en Arabia Saudita. Irak y Jordania cerraron su espacio aéreo, y Israel declaró un estado de emergencia especial, cerró escuelas y prohibió las concentraciones públicas. Las FDI confirmaron que todas las aeronaves regresaron con seguridad.
Irán respondió con una serie de ataques con misiles y drones bajo el nombre en clave Operación Promesa Verdadera III. Se lanzaron más de 100 drones, algunos interceptados sobre Jordania y Arabia Saudita. Tel Aviv fue atacada por misiles iraníes, y un misil hutí lanzado desde Yemen impactó en Hebrón, hiriendo a cinco personas. Las Fuerzas de Defensa de Israel (FDI) estimaron que se lanzaron 150 misiles en dos oleadas, causando al menos 63 heridos y dos muertos. Otra oleada el 14 de junio dejó siete heridos más y al menos dos civiles muertos en un ataque directo.
El Consejo de Seguridad Nacional de Israel emitió una alerta de seguridad para los judíos en el extranjero. Las comunidades judías en el Reino Unido y Francia fueron aconsejadas a aumentar la vigilancia, y la policía de Nueva York reforzó la seguridad en sitios judíos. En el Consejo de Seguridad de la ONU, Irán acusó a Israel de violar el derecho internacional y de lanzar un acto de guerra no provocado, mientras que Israel defendió los ataques como defensa propia en respuesta al fracaso diplomático debido a que el régimen de Irán se niega a desmantelar su programa nuclear. Las negociaciones nucleares entre Estados Unidos e Irán, programadas en Omán, fueron suspendidas posteriormente.
Tras el inicio de los ataques entre Irán e Israel, el petróleo se disparó un 7–18 %, alcanzando picos máximos en lo que va del año, debido al temor de que se bloquease el Estrecho de Ormuz, clave en el transporte global de crudo. Este repunte encareció los costos energéticos y del transporte, impulsando la inflación —que en Estados Unidos podría rondar el 6 % si la interrupción se mantiene— y complicando las expectativas de recortes de tasas. Las bolsas moderaron ganancias o cayeron ligeramente (Dow −1,8 %, S&P 500 −0,7 %) mientras los activos refugio como el dólar y el oro se fortalecieron.

### Reacciones ante los ataques
- Alemania: el canciller alemán, Friedrich Merz, subrayó que él clasifica el ataque de Israel hacia Irán como justificado. Según él, Israel está valiéndose de «su derecho de autodefensa». Merz llamó a ambos países que renuncien a tales pasos militares que puedan provocar ulteriores escaladas y desestabilizar la región entera. Más tarde, el mismo Merz, inmediatamente después de la cumbre G7 el apoyó, en una entrevista con el ZDF-Hauptstadtstudio, los ataques israelíes hacia Irán.[158][159] Merz opinó que los citados ataques son, en sus palabras, «el trabajo sucio que Israel hace por todos nosotros». De esa manera, Merz retomó una locución que la moderatriz Diana Zimmermann había usado en su pregunta al canciller. Además, Merz declaró enfrente a la ARD - siempre en el contexto de los ataques israelíes contra las plantas nucleares - que él tiene esperanza en el hundimiento del régimen en Teherán. La locución de Merz desencadenó, tanto en el plano nacional como en el plano internacional, una oleada de crítica acérrima.[160][161]
  - El gobierno iraní calificó la citada locución como «deplorable» y convocó al embajador alemán Markus Potzel en Teherán.[162] Además, el ministro de lo exterior de Jordania, Aiman al-Safadi, el cual estaba en Berlín a causa de unas negociaciones, tomó partido contra el apoyo que Merz había dado al «golpe preventivo» israelí. El ministro eligió la expresión que justamente los europeos deberían saber mejor que efectuar golpes preventivos.[163]
- Argentina: el presidente Javier Milei respaldó las acciones militares de Israel contra Irán, afirmando que «Israel acepta la existencia de otros países, pero Irán no acepta la de Israel».[164][165] Milei condenó el contraataque iraní contra Israel, expresando su apoyo a las acciones militares previas de Israel y afirmando que «luchamos contra el mal».[166] El 20 de junio de 2025, Milei se refirió a la guerra, afirmando que «Irán es enemigo de Argentina», acusando al país del atentado a la AMIA y del atentado contra la embajada israelí en Buenos Aires en 1992. Milei también reafirmó su apoyo a «su querido amigo Netanyahu» y afirmó que Israel «hace el trabajo sucio que otros no hacen», añadiendo que Israel está «salvando la cultura occidental».[167]
- Australia: el primer ministro Anthony Albanese declaró que, si bien es consciente de la «amenaza que representaría para la paz y la seguridad de la región la conversión de Irán en un estado nuclear», advirtió contra una mayor escalada, e instó a un diálogo liderado por Estados Unidos para detener la desestabilización en la región.[168]
- Chile: el presidente de la República, Gabriel Boric, en sus redes sociales condenó «sin matices» a los ataques de ambas partes y afirmó que «Las guerras siempre las terminan pagando los inocentes».[169] Posteriormente, tras la intervención de Estados Unidos afirmó que este último violó el derecho internacional al atacar «centrales nucleares» en Irán.[170]
- Ciudad del Vaticano: el papa León XIV, tras la escala de violencia en el medio oriente por los ataques del 22 de Junio por parte de EE.UU, hizo un llamado a «detener la guerra antes que se convierta en una vorágine».[171]
- Colombia: el Ministerio de Relaciones Exteriores afirmó que el gobierno colombiano ha hecho un llamado a la moderación, al respeto a los canales diplomáticos y al uso de las instituciones multilaterales para ayudar a prevenir la escalada del conflicto y permitir el avance hacia una solución pacífica y de largo plazo en la región.[172]
- Corea del Norte: se lanzó un comunicado titulado «Las fuerzas agresivas que provocaron una nueva guerra en Oriente Medio nunca eludirán la responsabilidad de destruir la paz mundial», un portavoz del Ministerio de Asuntos Exteriores condenó el ataque como un «acto ilegal de terrorismo de Estado».[173][174] También advirtió a Estados Unidos y a varios países europeos que no aviven las llamas de la guerra.[175]
- Estados Unidos: el presidente Donald Trump elogió los ataques israelíes como «excelentes» y «muy exitosos» y advirtió que Irán debe «llegar a un acuerdo ahora» sobre su programa nuclear o se enfrentará a «una acción militar aún más destructiva y letal».[176] También afirmó que ya se había producido «gran muerte y destrucción» y advirtió que los ataques futuros serían «aún más brutales».[177] Trump criticó a Irán por rechazar múltiples oportunidades para llegar a un acuerdo, afirmando que les dijo que «simplemente lo hicieran», pero que «simplemente no pudieron lograrlo».[178]El punto de quiebre fue durante la noche del 21 de junio del 2025, cuando, bajo orden directa del presidente Donald Trump, Estados Unidos se involucró directamente en el conflicto mediante una operación quirúrgica que destruyo los tres pilares principales del programa nuclear Iraní que son las instalaciones nucleares de Fordow, Natanz y Isfahán. [179] Eliminando así en la teoría las capacidades de enriquecimiento y el arsenal de uranio altamente enriquecido. [180]
- España: el presidente del Gobierno, Pedro Sánchez manifestó en su cuenta de X que «Oriente Medio está al borde del abismo. Es urgente hacer un llamamiento a la contención y a la desescalada, a la diplomacia y al diálogo».[181]
- Israel: en Israel, Netanyahu declaró: «Nos encontramos en un momento decisivo de la historia de Israel» y «Estamos defendiendo al mundo libre del terrorismo y la barbarie que Irán fomenta y exporta a todo el mundo» , y que los ataques continuarían «mientras sea necesario para completar la tarea de defendernos de la amenaza de aniquilación»,[182][183] y que la guerra de Israel era contra la forma de gobierno iraní y no contra el pueblo iraní. «La lucha de Israel no es contra el pueblo iraní».[184] Netanyahu declaró: «Nuestra lucha es contra el régimen islámico asesino que oprime y empobrece. El pueblo de Irán y el pueblo de Israel han sido amigos desde la época de Ciro el Grande».[185]
- Rusia: el portavoz presidencial, Dmitri Peskov, declaró: «Rusia está preocupada y condena la aguda escalada de tensiones».[186] El presidente Vladímir Putin se reunió con el presidente iraní, Masoud Pezeshkian, y el primer ministro israelí, Benjamín Netanyahu, condenando los ataques israelíes y ofreciendo mediación entre ambos países.[187]

## Desinformación
BBC Verify informó el 21 de junio que se había desatado una ola de desinformación en línea tras los ataques de Israel contra Irán, incluyendo vídeos generados por IA que presumían de la capacidad militar iraní. Cuentas proisraelíes en redes sociales también difundieron vídeos antiguos de protestas y concentraciones iraníes, afirmando falsamente que mostraban un creciente apoyo iraní a la campaña israelí.
Tras el ataque israelí del 13 de junio, se publicaron en internet videos manipulados por IA del ministro de Defensa paquistaní Khawaja Mohammad Asif, el excomandante en jefe del CGRI Mohsen Rezaei y el presidente estadounidense Donald Trump, aparentemente con el objetivo de retratar a Pakistán como cómplice de Irán, y posteriormente fueron retomados por medios de comunicación como el Daily Mail, medios adversarios indios y cadenas de noticias árabes.  El Tehran Times publicó un video generado con Veo que, según se afirmaba, mostraba la destrucción en Tel Aviv. Grok, un chatbot de inteligencia artificial desarrollado por xAI, identificó falsamente los videos falsos como imágenes auténticas de la guerra en algunos casos.